# Universitas Negeri Surabaya
Universitas Negeri Surabaya – indonezyjska uczelnia publiczna w Surabai (prowincja Jawa Wschodnia). Została założona w 1964 roku.

## Wydziały
- Fakultas Bahasa dan Seni
- Fakultas Ekonomi
- Fakultas Ilmu Keolahragaan
- Fakultas Ilmu Pendidikan
- Fakultas Ilmu Sosial dan Hukum
- Fakultas Teknik
- Fakultas Matematika dan Ilmu Pengetahuan Alam

Źródło: .